# Ski acrobatique aux Jeux olympiques de 1998
Pour des articles plus généraux, voir Ski acrobatique aux Jeux olympiques et Jeux olympiques d'hiver de 1998.
Navigation
Lillehammer 1994 Salt Lake City 2002
Les épreuves de ski acrobatique aux Jeux olympiques d'hiver de 1998 ont lieu du 8 au 18 février 1998 à Iizuna Kogen au Japon.

## Médailles

### Podiums
| Épreuves                   | Or                  | Argent                    | Bronze                   |
| -------------------------- | ------------------- | ------------------------- | ------------------------ |
| Hommes                     |                     |                           |                          |
| Bosses résultats détaillés | Jonny Moseley (USA) | Janne Lahtela (FIN)       | Sami Mustonen (FIN)      |
| Saut résultats détaillés   | Eric Bergoust (USA) | Sébastien Foucras (FRA)   | Dmitri Dashchinsky (BLR) |
| Femmes                     |                     |                           |                          |
| Bosses résultats détaillés | Tae Satoya (JPN)    | Tatjana Mittermayer (GER) | Kari Traa (NOR)          |
| Saut résultats détaillés   | Nikki Stone (USA)   | Xu Nannan (CHN)           | Colette Brand (SUI)      |

### Tableau des médailles
| Rang | Nation      | Or | Argent | Bronze | Total |
| ---- | ----------- | -- | ------ | ------ | ----- |
| 1    | États-Unis  | 3  | 0      | 0      | 3     |
| 2    | Japon       | 1  | 0      | 0      | 1     |
| 3    | Finlande    | 0  | 1      | 1      | 2     |
| 4    | Allemagne   | 0  | 1      | 0      | 1     |
| 4    | Chine       | 0  | 1      | 0      | 1     |
| 4    | France      | 0  | 1      | 0      | 1     |
| 7    | Biélorussie | 0  | 0      | 1      | 1     |
| 7    | Norvège     | 0  | 0      | 1      | 1     |
| 7    | Suisse      | 0  | 0      | 1      | 1     |

## Résultats

### Hommes

#### Bosses
| Rang   | Athlète                 | Score |
| ------ | ----------------------- | ----- |
| Or     | Jonny Moseley (USA)     | 26.93 |
| Argent | Janne Lahtela (FIN)     | 26.00 |
| Bronze | Sami Mustonen (FIN)     | 25.76 |
| 4e     | Jean-Luc Brassard (CAN) | 25.52 |
| 5e     | Lauri Lassila (FIN)     | 25.43 |
| 6e     | Jesper Rönnbäck (SWE)   | 25.32 |
| 7e     | Ryan Johnson (CAN)      | 25.25 |
| 8e     | Stéphane Rochon (CAN)   | 25.01 |

#### Saut
| Rang   | Athlète                   | Score  |
| ------ | ------------------------- | ------ |
| Or     | Eric Bergoust (USA)       | 255.64 |
| Argent | Sébastien Foucras (FRA)   | 248.79 |
| Bronze | Dmitri Dashinski (BLR)    | 240.79 |
| 4e     | Aleš Valenta (CZE)        | 232.25 |
| 5e     | Britt Swartley (USA)      | 231.61 |
| 6e     | Aleksandr Mikhaylov (RUS) | 229.97 |
| 7e     | Christian Rijaveć (CZE)   | 227.60 |
| 8e     | Alexei Grishin (BLR)      | 220.99 |

### Femmes

#### Bosses
| Rang   | Athlète                   | Score |
| ------ | ------------------------- | ----- |
| Or     | Tae Satoya (JPN)          | 25.06 |
| Argent | Tatjana Mittermayer (GER) | 24.62 |
| Bronze | Kari Traa (NOR)           | 24.09 |
| 4e     | Donna Weinbrecht (USA)    | 24.02 |
| 5e     | Anne-Marie Pelchat (CAN)  | 23.94 |
| 6e     | Minna Karhu (FIN)         | 23.82 |
| 7e     | Aiko Uemura (JPN)         | 23.79 |
| 8e     | Elizabeth McIntyre (USA)  | 23.72 |

#### Saut
| Rang   | Athlète                   | Score  |
| ------ | ------------------------- | ------ |
| Or     | Nikki Stone (USA)         | 193.00 |
| Argent | Xu Nannan (CHN)           | 186.97 |
| Bronze | Colette Brand (SUI)       | 171.83 |
| 4e     | Tatyana Kozachenko (UKR)  | 167.31 |
| 5e     | Alla Tsuper (Biélorussie) | 166.12 |
| 6e     | Hilde Synnøve Lid (NOR)   | 160.18 |
| 7e     | Guo Dandan (CHN)          | 159.74 |
| 8e     | Yuliya Kliukova (UKR)     | 153.15 |